# USS Brooklyn (CL-40)
USS Brooklyn (CL-40) byl lehký křižník námořnictva Spojených států amerických z éry druhé světové války. Byl první jednotkou stejnojmenné třídy. Americké námořnictvo jej provozovalo v letech 1938–1947. Za druhé světové války byl nasazen především ve Středomoří. Roku 1951 jej získalo chilské námořnictvo a přejmenovalo jej na O'Higgins (02). Roku 1991 byl vyřazen. Potopil se při vlečení k sešrotování.

## Stavba

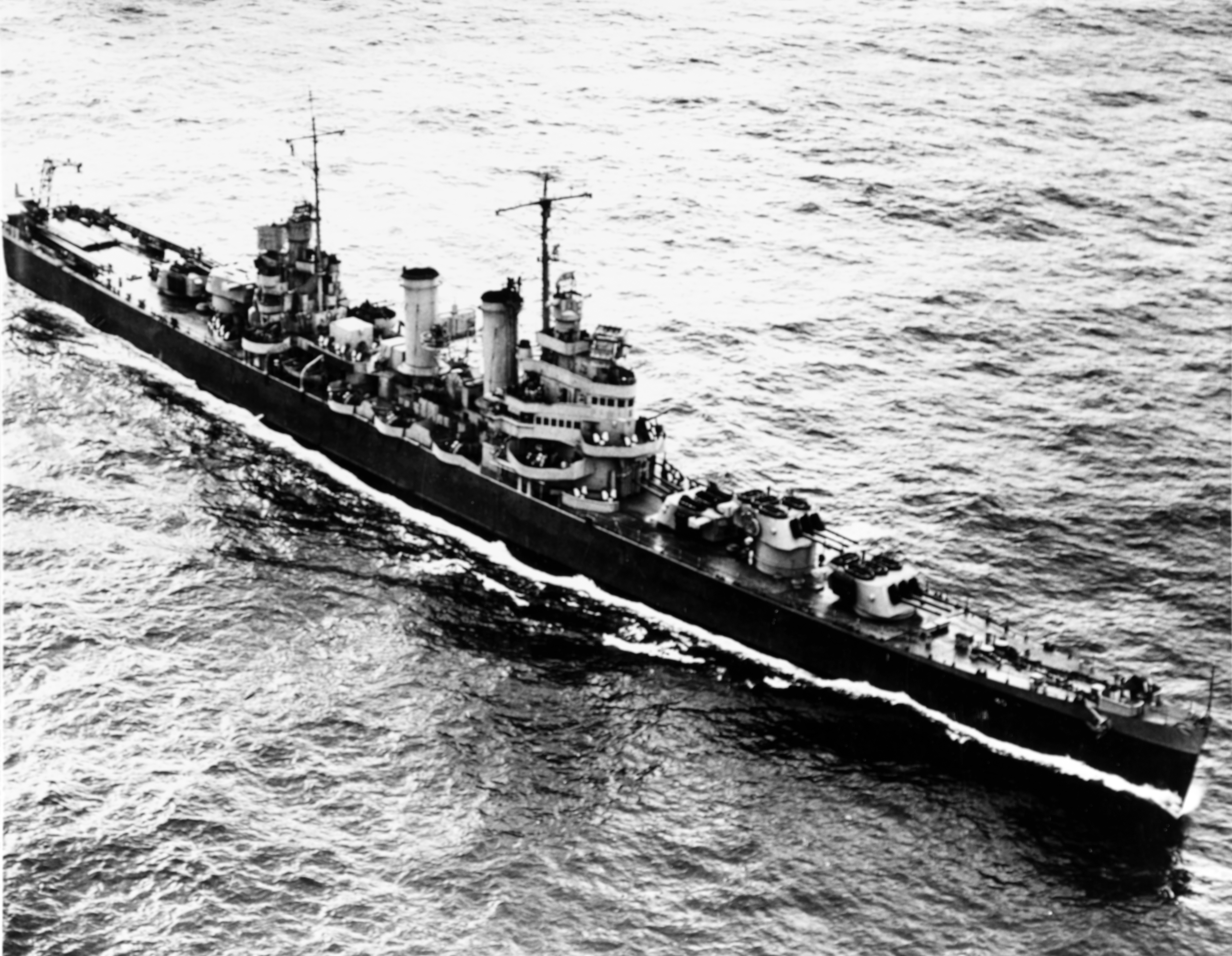
Brooklyn v roce 1943

Stavbu křižníku Kongres schválil 13. února 1929. Objednán byl 3. srpna 1933 a 6. září 1933 mu bylo přiděleno jméno Brooklyn. Zakázku na jeho stavbu získala loděnice New York Navy Yard. Kýl křižníku byl založen 12. března 1935. Na vodu byl spuštěn 30. listopadu 1936. Pokřtila jej Kathryn J. Lackey, členka organizace Dcery americké revoluce a dcera kontradmirála Franka R. Lackeyho. Zkoušky křižník úspěšně absolvoval od 7.–8. a 15.–17. prosince 1937. Do služby byl přijat 18. července 1938.

## Konstrukce

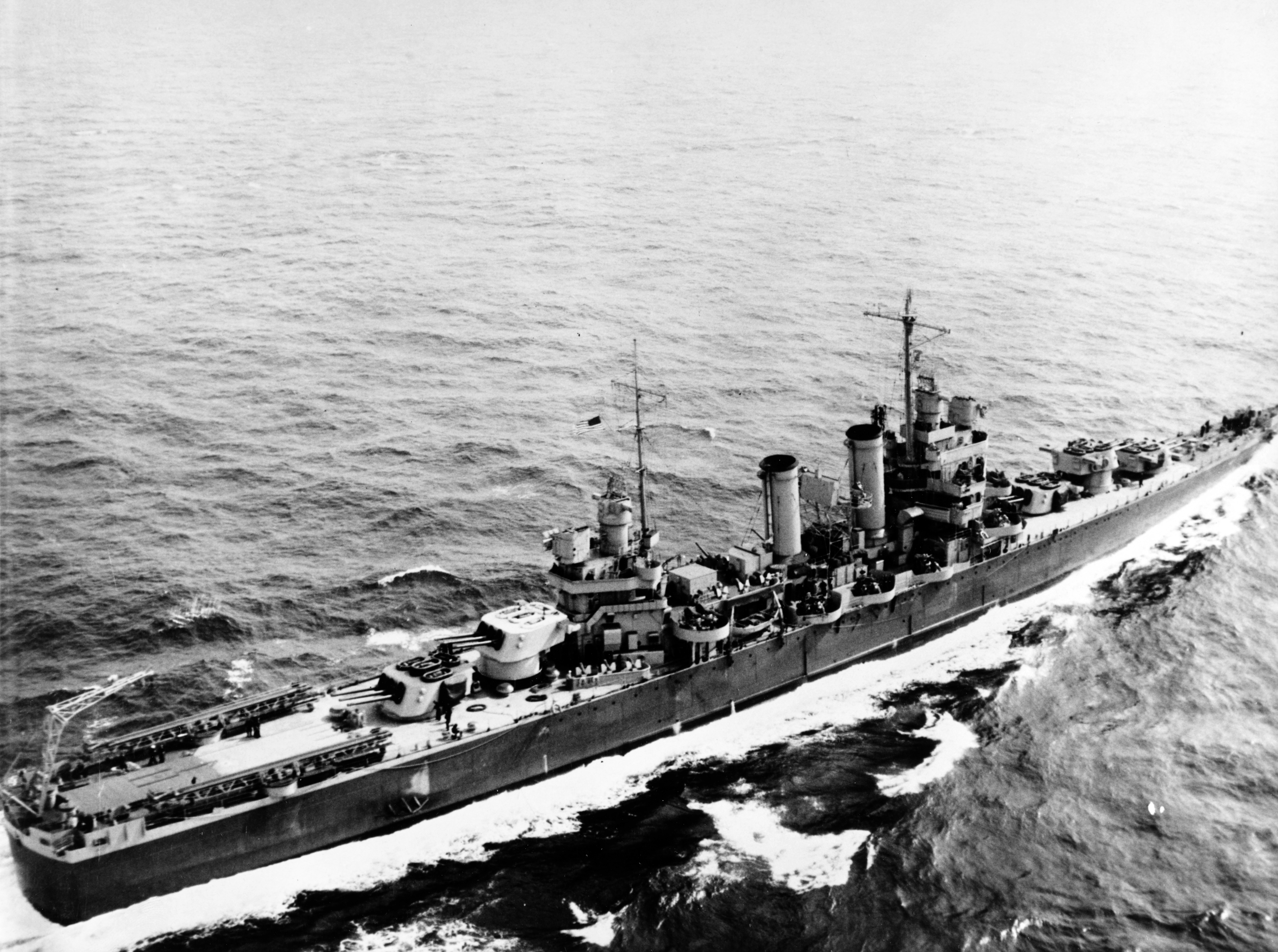
Brooklyn v roce 1943

Hlavní výzbroj představovalo patnáct 152mm kanónů ve třídělových věžích, z nichž tři byly na přídi a dvě na zádi. Doplňovalo je osm 127mm kanónů a osm 12,7mm kulometů. Křižník byl vybaven dvěma katapulty a čtyřmi průzkumnými hydroplány SOC Seagull. Pohonný systém tvořilo osm kotlů Babcock & Wilcox a čtyři turbíny o výkonu 100 000 shp, pohánějící čtyři lodní šrouby. Nejvyšší rychlost dosahovala 32,5 uzlů. Dosah byl 10 000 námořních mil při rychlosti 15 uzlů.

### Modifikace
V průběhu války byl křižník vybaven radary a zároveň byla posilována jeho protiletadlová výzbroj. V polovině roku 1941 výzbroj posílily dva 76mm kanóny Mk.20 a osm 28mm kanónů Mk.1 lafetovaných po čtyřech. V lednu 1942 byly 76mm kanóny odstraněny, počet 28mm kanónů se zvýšil na osm a dále výzbroj posílilo osm 20mm kanónů Oerlikon. Křižník byl rovněž vybaven radarem Mk.3. Na konci roku 1942 byly odstraněny kulomety a sestavu elektroniky posílily radary SC (později nahrazen typem SK), SG a Mk.4 (2×).
V roce 1943 nevyhovující 28mm kanóny nahradilo dvacet čtyři 40mm kanónů (4×4, 4×2) a další čtyři 20mm kanóny Oerlikon. V letech 1944–1945 protiletadlovou výzbroj posílily čtyři 40mm kanóny a Oerlikony byly sjednoceny na deset hlavní verze Mk.4. Křižník navíc obdržel protitorpédovou obšívku, takže se jeho trup rozšířil na 21,2 m.
Chilský křižník O'Higgins byl modernizován v letech 1957–1958. Byl vybaven radary SPS-10 a SPS-12. Jeho výzbroj tvořilo patnáct 152mm kanónů, osm 127mm kanónů, dvacet osm 40mm kanónů (6×4, 2×2) a dvanáct 20mm kanónů lafetovaných po dvou. Byl vybaven přistávací plochou pro vrtulník Jet Ranger.

## Služba

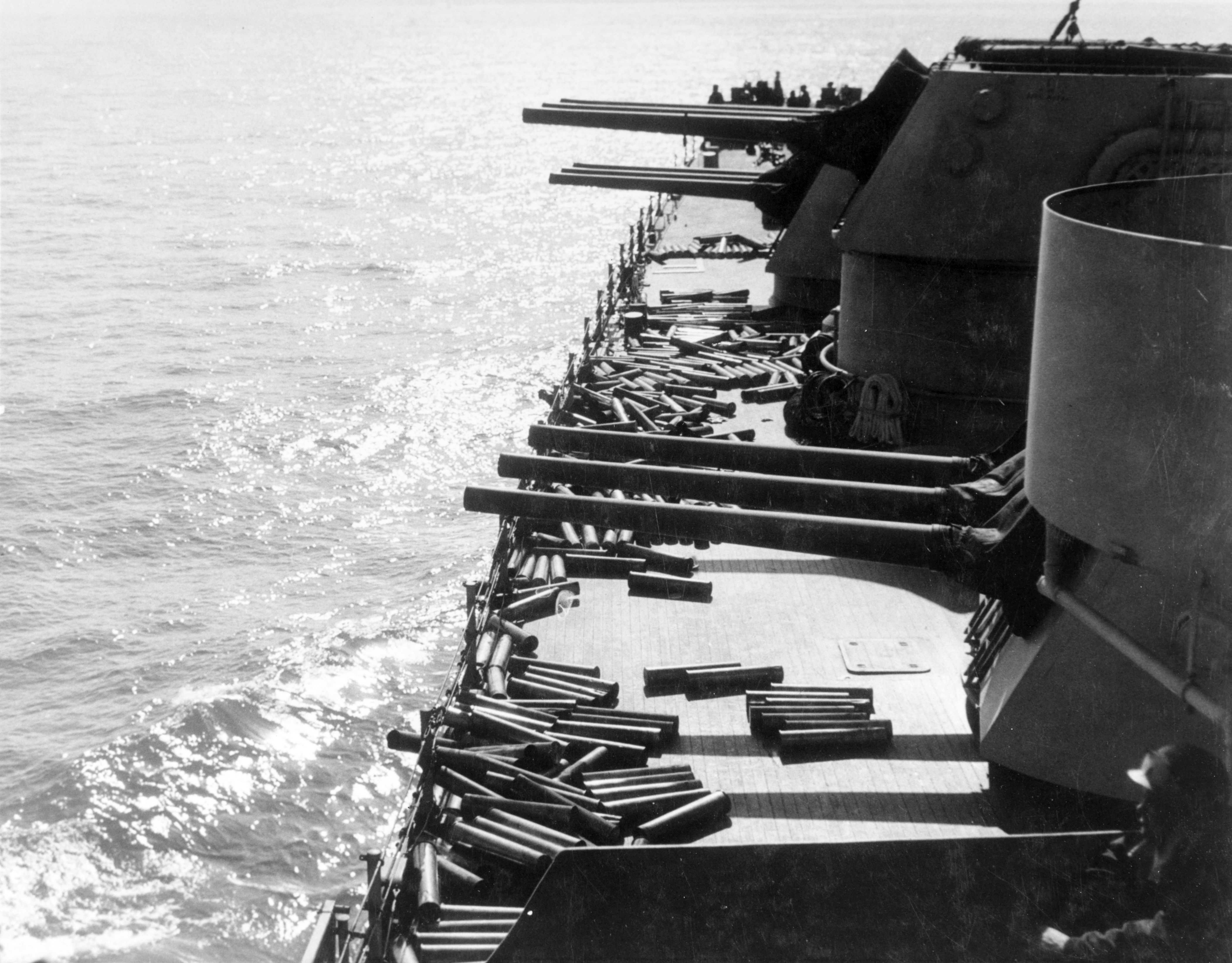
Brooklyn během invaze na Sicílii

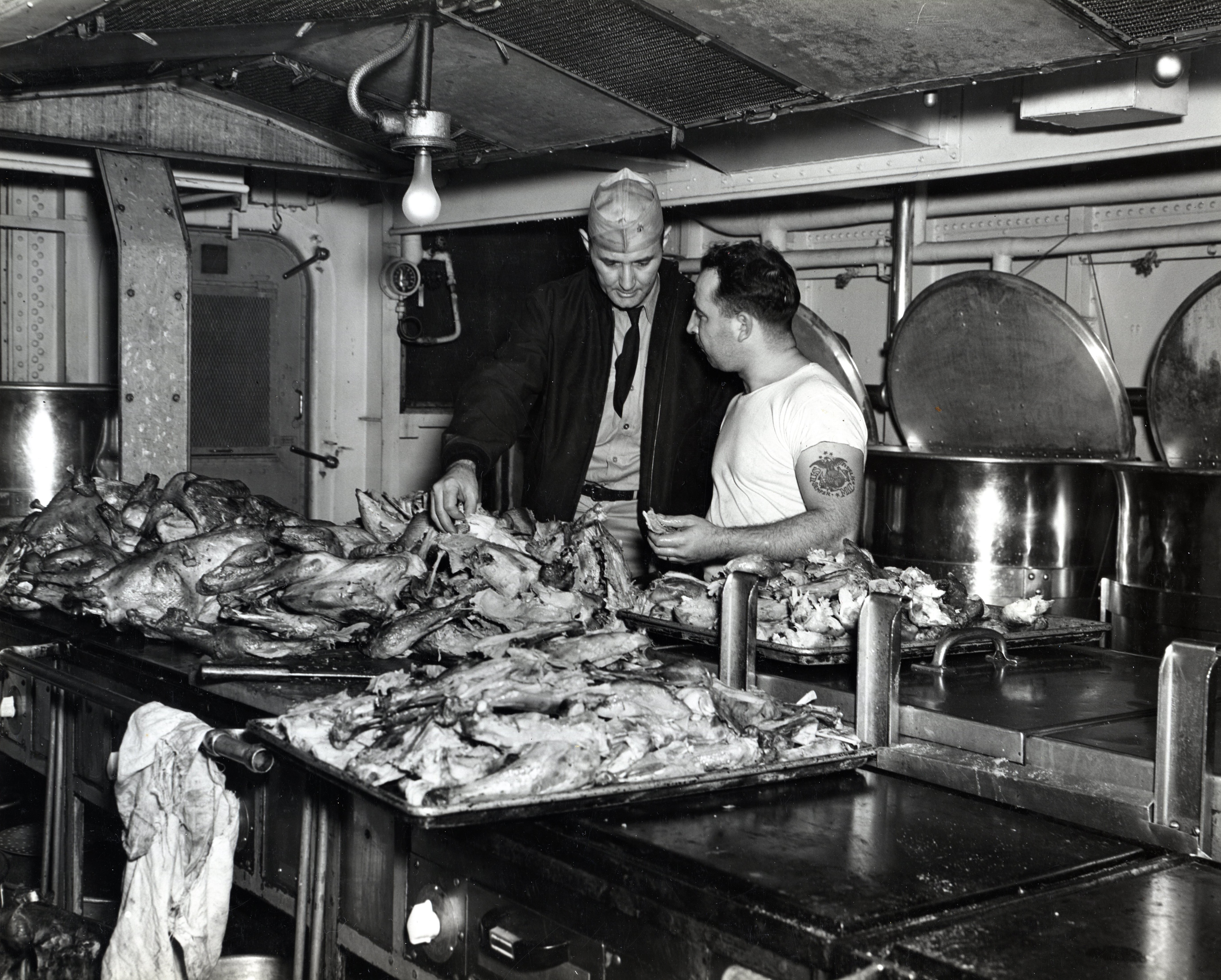
Kuchyně křižníku Brooklyn kotvícího na Štědrý den roku 1943 v přístavu Malta.

V listopadu 1942 se křižník podílel na podpoře vylodění v Severní Africe. Přitom se zapojil do bitvy u Casablanky. Dne 8. listopadu 1942 se společně s těžkým křižníkem USS Augusta (CA-31) a dalšími plavidly podílel na umlčení francouzských pobřežních baterií u města Fedala a odražení francouzských válečných lodí z Casablanky. Hlavní baterie křižníku Brooklyn zasáhla slabě chráněný francouzský torpédoborec Boulonnais osmi 203mm granáty a torpédoborec se potopil. Křižník v boji mimo jiné vymanévroval útok ponorky. Po skončení operace se vrátil do USA, kde od 2. prosince 1942 do 4. ledna 1943 prošel údržbou v loděnici New York Navy Yard.
V lednu 1943 křižník doprovodil konvoj do Severní Afriky, v březnu a dubnu 1943 další dva konvoje do Casablanky a v červnu 1943 do Středomoří doprovodil konvoj, který byl součástí příprav na invazi na Sicílii. V červenci 1943 invaze začala a Brooklyn společně s dalšími plavidly (zejména křižníky USS Birmingham, USS Boise a USS Savannah) prováděl palebnou podporu výsadku. Za první den křižník vystřelil 713 nábojů hlavní ráže. Ráno 14. července 1943 Brooklyn při hlídkování ve špatné viditelnosti vplul do minového pole, kde přivedl k výbuchu dvě miny. Přesto zůstal bojeschopný a do USA se vrátil na začátku srpna. Ve druhé polovině září 1943 se Brooklyn vrátil do Středomoří. Spojenci se mezitím vylodili u Salerna. V listopadu 1943 byl Brooklyn součástí doprovodu amerického prezidenta Roosevelta, při jeho plavbě na bitevní lodi USS Iowa (BB-61) na Teheránskou konferenci. Od ledna do května 1944 křižník podporoval spojenecké vylodění u Anzia. V srpnu 1944 křižník podporoval spojenecké vylodění v jižní Francii.
Dne 30. září 1945 byl křižník převeden jako záložní loď do Atlantické flotily. Od 30. ledna 1946 byl křižník zakotven v rezervě ve Filadelfii s minimální posádkou pěti důstojníků a 59 poddůstojníků, kteří prováděli údržbu. V této době byl křižník v případě potřeby schopen vyplutí v řádu dnů. Dne 3. ledna 1947 byl Brooklyn vyřazen ze služby.

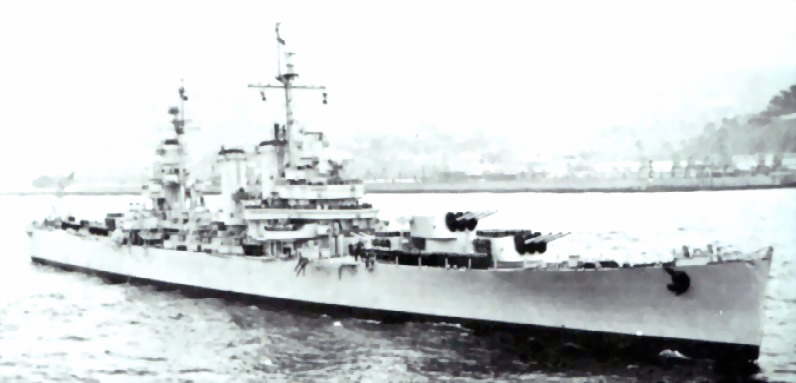
O'Higgins v roce 1962

Vyřazený křižník Brooklyn byl 9. ledna 1951 prodán chilskému námořnictvu v rámci programu MDA (Mutual Defense Assistance). Do služby byl přijat 9. ledna 1951 jako O'Higgins. Chile přitom získalo ještě sesterský křižník USS Nashville (CL-43). Při ceně 37 milionů dolarů za kus stál asi 10% původní ceny. V letech 1957–1958 O'Higgins prošel modernizací. Dne 12. srpna 1974 křižník v Patagonii najel na mělčinu. Po opravě se do služby vrátil roku 1978. Křižník byl vyřazen v lednu 1991 a v říjnu 1991 byl prodán do šrotu. Během vlečení na lodní vrakoviště v Indii se 3. listopadu 1993 potopil u Pitcairnova ostrova. Jedna z dělových věží křižníku byla uchována na chilské námořní základně Talcahuano.